# Felix Pischinger
Felix Pischinger (geboren 1931 in Waidhofen an der Thaya) ist ein österreichischer Restaurator und Künstler.

## Leben
1949 inskribierte er an der Akademie der bildenden Künste in Wien bei Sergius Pauser. Er beendete sein Studium 1954 mit dem Diplom für Malerei. 1967 schloss Felix Pischinger ein postgraduelles Studium am „Institut Royal du Patrimoine artistic“ in Brüssel ab.
Aufgrund seiner Fähigkeit alte Meister zu kopieren, begann er im Kunsthistorischen Museum Wien in der museumseigenen Restaurierungswerkstätte. Danach führte ihn sein beruflicher Weg weiter ins niederösterreichische Landesmuseum, wo er als Chefrestaurator wirkte. Gleichzeitig studierte er Restaurierung an der Akademie der bildenden Künste in Wien und erlangte 1962 sein Diplom.
Felix Pischinger leitete 36 Jahre lang die Restaurierungswerkstätte des niederösterreichischen Landesmuseums in der Herrengasse 9 in Wien. Unter anderem restaurierte er zwei Hauptwerke von Oskar Kokoschka, „Amor und Psyche“ und „Selbstbildnis im Dresdner Atelier mit Puppe“.
Heute lebt und arbeitet Felix Pischinger in Wien und widmet sich der universellen Darstellung des Menschen. Inspiriert von modernen Vorbildern wie Max Ernst, Giorgio de Chirico, Francis Bacon und Gerhard Richter geht er neue Wege und schafft im eigenen Werk mehr Raum für Expressionismus und Surrealismus. Die zuvor romantische Bildsprache des Künstlers wandelte sich in abstrakte, lebhafte und farbenfrohe Kompositionen. Seit 2021 stellt Felix Pischinger den weiblichen Körper in den Mittelpunkt seiner Malereien. Er fängt mit Originalität und Inspiration Momente der Verletzlichkeit und Echtheit ein.

## Ausstellungen
- 2023 CITYgalleryVIENNA – publicartists.